# Ototyphlonemertes brevis
Ototyphlonemertes brevis är en djurart som tillhör fylumet slemmaskar, och som beskrevs av Corrêa 1948. Ototyphlonemertes brevis ingår i släktet Ototyphlonemertes och familjen Ototyphlonemertidae. Inga underarter finns listade i Catalogue of Life.